# Laxton's Early Crimson
Laxton's Early Crimson es una  variedad cultivar de manzano (Malus domestica). 
Un híbrido del cruce de Worcester Pearmain x Gladstone. Criado en Bedford por "Laxton Bros. Ltd.", en 1908 e introducido por ellos en 1931. Las frutas tienen una pulpa bastante gruesa con un sabor dulce.

## Sinónimo
- "Early Crimson".

## Historia
'Laxton's Early Crimson' es una variedad de manzana, híbrido del cruce de Worcester Pearmain x Gladstone. Desarrollado y criado a partir de 'Worcester Pearmain' mediante una polinización por la variedad 'Gladstone', por "Laxton Bros. Ltd." Bedford, Inglaterra, (Reino Unido) a principios del siglo XX en 1908 e introducido por ellos en el mercado en 1931.
'Laxton's Early Crimson' se cultiva en la National Fruit Collection con el número de accesión: 1975 - 304 y Accession name: Laxton's Early Crimson (LA 69A).

## Características
'Laxton's Early Crimson' árbol de extensión erguida, de vigor moderadamente vigoroso, portador de espuela. Tiene un tiempo de floración que comienza a partir del 5 de mayo con el 10% de floración, para el 10 de mayo tiene una floración completa (80%), y para el 17 de mayo tiene un 90% caída de pétalos.
'Laxton's Early Crimson' tiene una talla de fruto pequeño a medio; forma tronco cónica, con una altura de 42.00mm, y con una anchura de 51.00mm; con nervaduras medio; epidermis con color de fondo verde amarillo, con un sobre color rojo oscuro casi granate, importancia del sobre color de alto a muy alto, y patrón del sobre color rayas rojas más oscuras en la zona expuesta al sol, "russeting" (pardeamiento áspero superficial que presentan algunas variedades) ausente o muy bajo; la piel tiende a ser lisa se vuelve grasienta en la madurez; ojo parcialmente abierto y mediano grande, colocado en una cuenca abierta y poco profunda que está rodeada por una corona ligeramente abultada; pedúnculo robusto y algo corto, colocado en una cavidad abierta de profundidad media, ligeramente tostada; carne es de color blanco con rastros de verde, de grano grueso y suave. Sabor jugoso, vivaz y muy dulce.
Su tiempo de recogida de cosecha se inicia a inicios de agosto. Se mantiene bien dos meses en cámara frigorífica.

## Progenie
'Laxton's Early Crimson' es el Parental-Madre de la variedades cultivares de manzana:
- Merton Knave

## Usos
Una buena manzana de uso de postre fresca en mesa.

## Ploidismo
Diploide, auto estéril. Grupo de polinización: C, Día 10.